# Sembabule
Sembabule is de hoofdplaats van het district Sembabule in Centraal-Oeganda.
Sembabule telde in 2002 bij de volkstelling 4025 inwoners.